# 홀리스터 (기업)

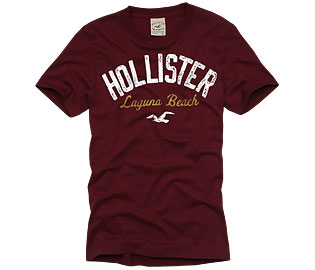
홀리스터 티셔츠.

홀리스터(Hollister Co.)는 애버크롬비 & 피치가 소유하고 있는 미국의 패션 브랜드이다. 2000년 7월 설립되었다.미국 10대들이 가장 애용하는 브랜드이다.Hollister는 종종 Hollister 또는 HCo로 광고했다. Abercrombie & Fitch Co.가 소유 한 미국인의 라이프 스타일 브랜드이다.이 개념은 원래 상위 브랜드보다 저렴한 가격으로 14-18 세의 소비자를 유치하기 위해 고안되었다. [3] 캘리포니아 남부에서 영감을 얻은 이미지와 캐주얼웨어이다. [4] 상품은 매장과 온라인 상점을 통해 구입할 수 있다. [5] [6] 2008년 Piper Jaffray는이를 미국 청소년의 두 번째로 선호하는 의류 브랜드로 꼽았다.